# Farnavaz I. od Iberije
Farnavaz I. od Iberije (gruz. ფარნავაზი, P'arnavaz ili P'arnawaz) je bio prvi kralj Kartlije, drevnog gruzijskog kraljevstva poznatog kao Iberija u antičkim izvorima, a kome srednjovjekovni gruzijski pisci pripisuju osnivanje Kartliskoj kraljevstva i Farnavazijske dinastije. O njemu ne postoje podatci u negruzijskim izvorima. Podatci iz njegovog vremena ne ukazuju da je on bio prvi od gruzijskih kraljeva. Srednjovjekovni izvori o njemu su puni legendarnih simbola te je za pretpostaviti da je Farnavaz "akumulirao legende" i postao uzorni predkršćanski monarh gruzijskih ljetopisa. Prema podatcima iz srednjeg vijeka, većina povjesničara Farnavazovu vladavinu smješta u 3. stoljeće pr. Kr.